# Svømning under sommer-OL 2016 – 4x200 m fri (damer)
4x200 meter fri for damer under sommer-OL 2016 vil finde sted den 10. august 2016. 

## Turneringsformat
Konkurrencen afvikles med indledende heats og finale. Efter de indledende heats går de otte bedste tider videre til finalen, hvor medaljerne fordeles. 

## Tidsplan
Nedenstående tabel viser tidsplanen for afvikling af konkurrencen:
| Dato       | Tid   | Runde  |
| ---------- | ----- | ------ |
| 10. august | 14:41 | Heats  |
| 10. august | 23:47 | Finale |